# La Marque du vampire
La Marque du vampire (Mark of the Vampire) est un film d'horreur américain réalisé par Tod Browning, produit par la MGM et sorti en 1935.

## Synopsis
Dans la région de Prague, Sir Karell Borotyn est retrouvé mort dans son château, le corps vidé de son sang et le cou marqué d'une morsure. Son ami le baron Otto et son médecin attribuent la mort à un vampire, accréditant la croyance locale selon laquelle le Comte Mora et sa fille Luna, morts depuis longtemps, errent dans la campagne les nuits de pleine lune. Cependant l'inspecteur Neumann, assisté du professeur Zelin, tente d'élucider le mystère.

## Fiche technique
- Titre : La Marque du vampire
- Titre original : Mark of the Vampire
- Réalisation : Tod Browning
- Scénario : Guy Endore et Bernard Schubert
- Production : Tod Browning et Edward J. Mannix
- Société de production : Metro-Goldwyn-Mayer (MGM)
- Photographie : James Wong Howe
- Musique : Edward Ward
- Montage : Ben Lewis
- Direction artistique : Cedric Gibbons
- Costumes : Adrian
- Maquillage : William J. Tuttle
- Pays d'origine :  États-Unis
- Langue originale : anglais
- Format : noir et blanc
- Genre : horreur
- Durée : 61 minutes
- Date de sortie : 
  - États-Unis : 26 avril 1935
  - France : 11 octobre 1935[1],[2]

## Distribution

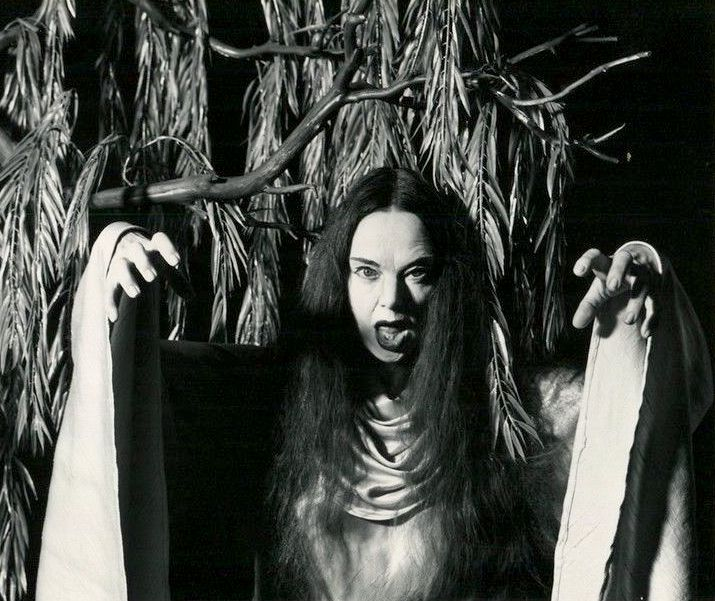
Carroll Borland reprend son rôle de Luna en 1966 pour une photographie prise par Walter J. Daugherty et publiée dans le numéro 39 du magazine Famous Monsters of Filmland.

- Lionel Barrymore : Le Professeur Zelin
- Elizabeth Allan : Irena Borotyn
- Bela Lugosi : Le Comte Mora
- Lionel Atwill : L'inspecteur Neumann
- Jean Hersholt : Le Baron Otto von Zinden
- Henry Wadsworth : Fédor
- Donald Meek : Le Docteur Doskil
- Leila Bennett : Maria
- June Gittelson : Annie
- Carroll Borland : Luna
- Holmes Herbert : Sir Karell
- Ivan Simpson : Jan
- Michael Visaroff : L'aubergiste
- John George (non crédité) : un bohémien

## Autour du film
- Le film est un remake du film muet et perdu Londres après minuit tourné par le même Tod Browning en 1927, avec Lon Chaney.